# Scorușu (okręg Vâlcea)
Scorușu – wieś w Rumunii, w okręgu Vâlcea, w gminie Lăpușata. W 2011 roku liczyła 270 mieszkańców.